# Ruellia brachysiphon
Ruellia brachysiphon là một loài thực vật có hoa trong họ Ô rô. Loài này được (Nees) Hiern miêu tả khoa học đầu tiên năm 1878.